# 従士制度
従士制度（じゅうしせいど、独: Gefolgschaft）は、歴史学・社会学における従士団組織の制度を指す学術用語。従士団（じゅうしだん、独: Gesinde）とは主君に統率された一団の自由人男子により形成された戦士共同体である。

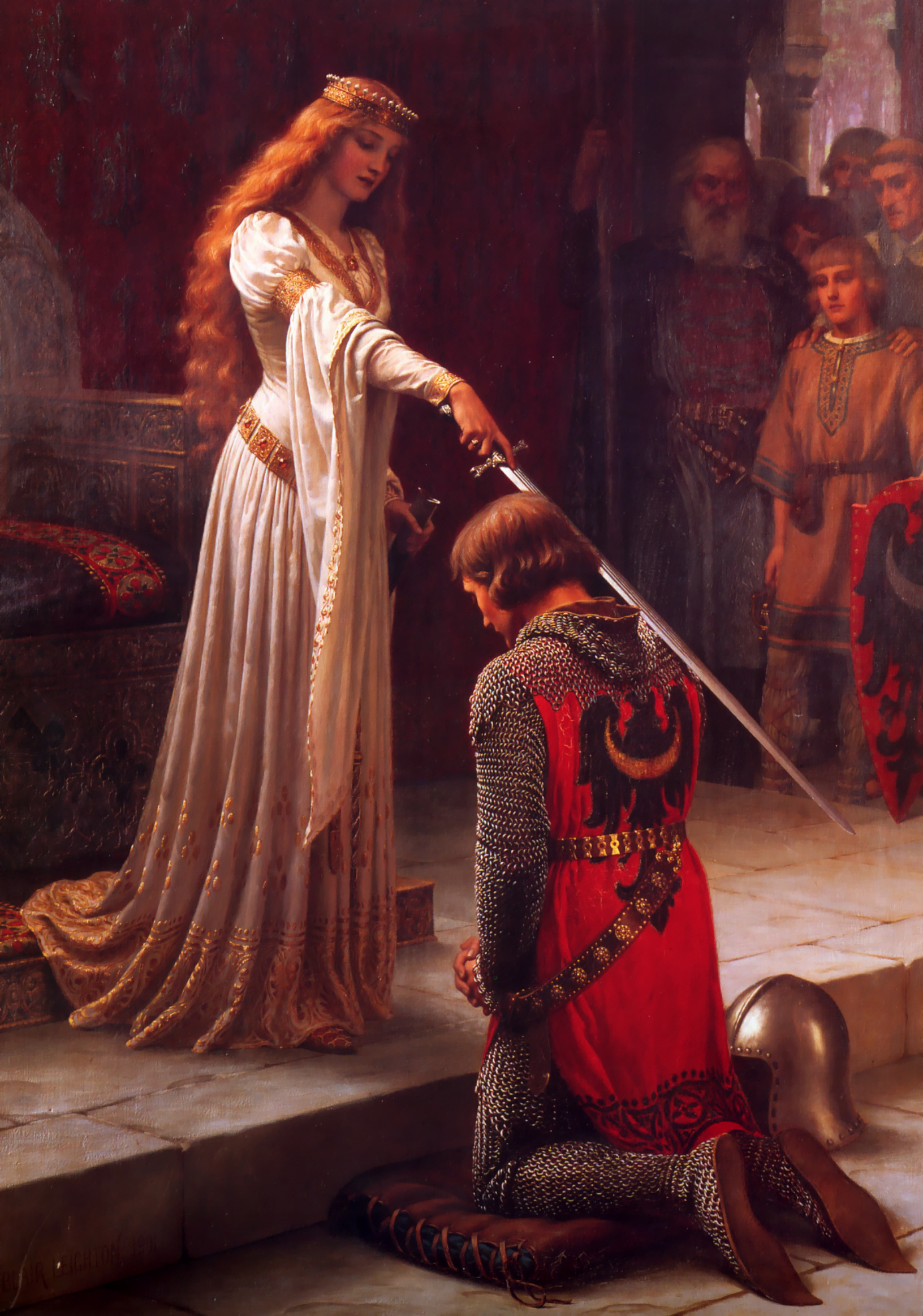
騎士への叙任
従士制度の根幹であった「誠実宣誓」は形式を変えながらも、レーエン授与や騎士叙任など中世の様々な場面に影響を及ぼしている

従士団における支配-服従の関係は被支配者である自由人男子の隷属化によっておこなわれるのでなく、誠実関係であるとされ、被支配者は自由的身分を維持したばかりか従士団に参加することはしばしば名誉なこととされている。職業軍人的エリートの仲間組織であったと考えられている。古ゲルマンでは従士団に所属する以外の自由男子も兵役義務があったが、従士団はそれら半農の兵士とは区別され、主君の周囲に特殊なエリート組織を作り、支配階層として存在していたと考えられている。従士団への加入は自由意志によるとされている。

## 歴史的展開
従士制の起源についてははっきりとしたことはわかっていない。北欧で確認される男子盟約による仲間団体や家長制的な家支配との関連性を指摘する研究もある。4世紀のアレマン族においてすでに従士団らしき親衛隊を確認することが出来る。ゴート族には明らかに従士団が存在し、おそらくゲルマン起源とされている。ランゴバルト族、アングロサクソン族にも従士団が確認されている。とはいえアングロサクソンの従士制がブリテン島征服以前にまでさかのぼるような古い伝統に基づいているかどうかは定かでない。
メロヴィング朝においては国王直臣団という従士団組織が確認されている。この国王直臣団はフランク王国成立において領土占拠に重要な役割を果たしたとする説がある。すなわち部族単位で移動したゴート族などと異なり、フランク人はこの従士団組織が征服活動の主体であったとするものである。ともかくメロヴィング朝の国王直臣団は裁判制度でも優遇されており、国王の有力なローマ人家臣ともはっきり区別されていた。フランク王国で王国組織が確立されはじめ、征服的な活動よりも行政的な活動が重要になってくると、純戦士的な従士団は徐々に解体され、レーエン制的な関係におきかえられていったと考えられている。後期の国王直臣には土地を支給されている例があることも、レーエン制が従士制から発展したものであることを裏付けていると考えられている。
ヴァイキングの戦士団は従士制に基づいていたと考えられ、またヴァイキングの故郷である北欧では比較的長い間従士団が維持されたと考えられている。1275年にノルウェーで従士団法が公布されていることから、少なくともこの時期まで同国では従士団組織が重要性を持っていたことは間違いない。ルーシにおけるヴァラング人もこの従士団をもっていたと思われる。実際彼らの優秀な従士団はのちに東ローマ帝国の正式な親衛隊となり、ヴァラング隊として帝国防衛の中核をになっている。ヴァラング人はスラヴ系ではなくスカンディナヴィアの出身であるとされている。

## 中世国家においての役割
20世紀前半に法制史的な中世国家研究がゆきづまりはじめると、研究者たちはこの従士制に注目し、従士制に対して多様な見解が示され始めた。もっとも古典的な説においてはゲルマン貴族の人民に対する優位は城塞と従士団によって維持されたとされた。すくなくとも従士団が一般領主と区別されうる国王支配権の重要な起源の一つであることは間違いない。
従士制度の政治支配における重要性はさまざまに指摘されているが、それを中世国家あるいは現実国家の本質部分であると考えることはあまり適切ではない。中世初期あるいは古ゲルマンにおいて社会全体に従士制度が適用されていたとする説もあるが、実際に従士制度が有効に機能したのは全体的な政治組織の一部にすぎないという見方のほうが適切であろう。
また従士制度が一定の支配原理を導くため、イデオロギー的に従士制度を利用しようとすることは絶えない。実際に中世の文学には従士制的なイデオロギーが随所に確認できるし、レーエン制の重要な精神基盤である誠実は明らかに従士制起源である。現代においても、ナチズムでのヒトラーへの親衛隊にあるエリート主義的傾向は従士制度に影響されている。